# Robin Hood - La leggenda
Robin Hood - La leggenda (Robin Hood) è un film per la televisione del 1991 diretto da John Irvin e interpretato da Patrick Bergin e Uma Thurman.

## Trama
Inghilterra, XII secolo: Much, un mugnaio, è braccato da Sir Miles Folcanet e dai suoi uomini, per aver cacciato di frodo nel territorio normanno. Durante la corsa, Much si imbatte nel conte Sir Robert Hode, accompagnato dal suo amico Will Reddin. Robert prende le difese del fuggitivo e così facendo scatena l'ira di Sir Miles, che chiede una punizione severa per l'affronto subito.
Per tale compito viene coinvolto il Barone Roger Daguerre, amico di Robert e zio di Lady Marian. Daguerre cerca di dare all'amico una punizione leggera, ma Robert si ribella e fugge via insieme a Will. Come risultato, Robert e Will diventano dei fuorilegge e prendono i nomi di Robin Hood e Will Scarlett.
Trovano rifugio nella foresta di Sherwood, dove incontrano il fuorilegge Little John e i suoi uomini. Robin prende così il comando degli uomini della foresta, con l'intenzione di combattere contro l'oppressione normanna. Nel frattempo Robin si innamora, ricambiato, di Lady Marian, ma la ragazza è promessa sposa a Sir Miles. Così il momento culminante del film è l'attacco al Castello di Nottingham per evitare le nozze, durante i festeggiamenti del 1º aprile. Robin e Marian si sposano, riconciliandosi col Barone Daguerre, che promette un futuro di pace fra sassoni e normanni.

## Caratterizzazione
Oltre ai familiari personaggi di Little John, Fra Tuck, Will Scarlett e Much il mugnaio che appaiono in questa versione, il tradizionale Sceriffo di Nottingham e Sir Guy di Gisborne sono stati sostituiti con antagonisti originali. Il Barone Daguerre prende il posto dello Sceriffo, il cui scopo è quello di riscuotere più tasse possibile, mentre Sir Miles Folcanet quello di Gisborne, ossia come personaggio violento e vendicativo.

## Distribuzione
Inizialmente destinato alle sale cinematografiche, il film venne infine presentato sulle reti televisive americane, per non creare rivalità con Robin Hood - Principe dei ladri, prodotto nello stesso anno. Anche se quest'ultima versione della storia, interpretata da Kevin Costner,  nello sviluppo della  trama si ispira più alla magniloquenza dei vecchi kolossal hollywoodiani che non ai "morality plays" del XVI secolo, in definitiva entrambe le pellicole, oltre a trattare il medesimo personaggio, presentano diverse scene somiglianti: ad esempio il finale, dove il cattivo viene ucciso nella stessa identica maniera  (Robin Hood sta per essere sconfitto, Marian grida terrorizzata, ma Robin rapidamente estrae un pugnale e trafigge il nemico, che passa gli ultimi istanti di vita in urla o gemiti). 

### Edizione Home video
Nell'edizione americana distribuita in videocassetta, sono stati eliminati 34 minuti di scene.